# Vyznavač
Vyznavač (latinsky confessor) je v katolickém i pravoslavném křesťanství světec, který sice nepoložil svůj život pro víru, avšak trpěl pro ni při pronásledování křesťanů (například podstoupil vyhnanství, mučení nebo věznění). Označení se používá teprve od 4. století, předtím byli vyznavači počítáni mezi mučedníky.